# Zrození železa
Zrození železa je reliéf z tryskaného hořického pískovce, který byl původně částečně pozlacen. Autorem je Vladislav Gajda.

## Historie
Dílo vznikalo v letech 1968-1970. V minulosti byl reliéf umístěn v Ostravě-Vítkovicích u vstupu do sociální budovy ve vítkovické Ocelárně 2 (dnes podnik Vítkovice Steel). Budova s reliéfem se měla bourat, ale díky rodině Vladislava Gajdy a dalších lidí se reliéf přesunul do vstupního interiéru budovy Nové auly VŠB – Technické univerzity Ostrava v Ostravě-Porubě. Reliéf je navíc propojen s budovou rektorátu, kde se nachází další Gajdova díla, reliéf Zrození uhlí a reliéf Prométheus / Rozmach vědy, techniky a civilizace. K přemístění reliéfu na univerzitu došlo při příležitosti zasedání Slavnostní vědecké rady VŠB - Technické univerzity Ostrava 28. března 2019 a umělecké dílo se tak stalo součástí Univerzitního muzea VŠB – Technické univerzity Ostrava.

## Popis díla
Ústředním motivem reliéfu Zrození železa je kruhový prvek (stejně jako u reliéfu Zrození uhlí). Na původně vítkovickém reliéfu jsou zřetelně patrné dýmy a ohně linoucí se k nebi doplněné o efektní pozlacení. Odhaluje se tak symbolický mytologický rozměr díla - dým se transformuje v křídla bájného Fénixe vstávajícího z popela.

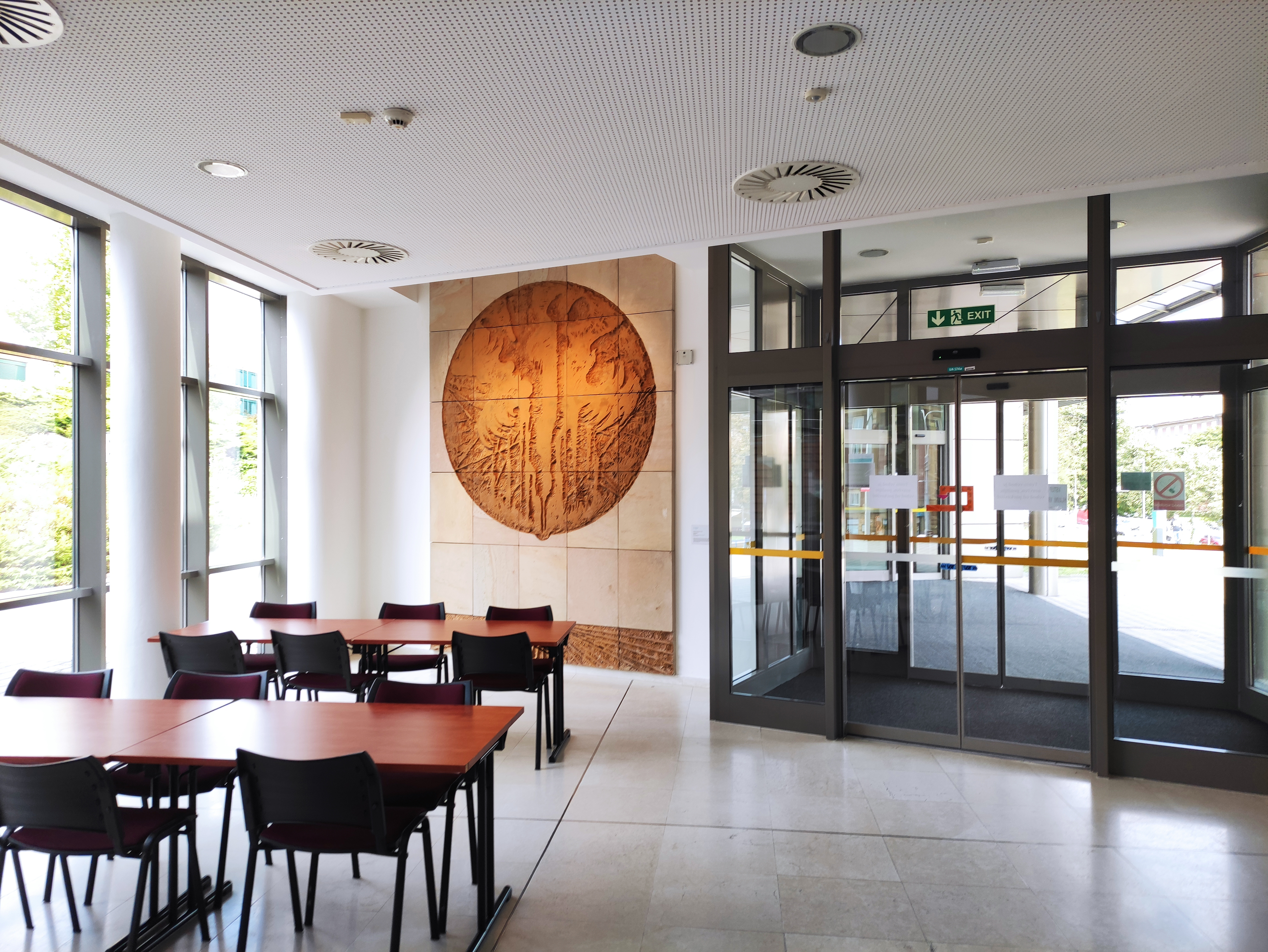
Nová aula VŠB-TUO - v pozadí Zrození železa